# Virgin Megastore
Virgin Megastores ist eine internationale Einzelhandelskette, die von Sir Richard Branson als Plattenladen in der Londoner Oxford Street im Frühjahr 1976 gegründet wurde.
1979 wurde der erste Megastore am Ende der Oxford Street und Tottenham Court Road eröffnet. In den 1990er Jahren wurde in hunderte Geschäfte weltweit expandiert. Aber in den darauffolgenden Jahren mussten viele Geschäfte wieder geschlossen werden. In den Ländern UK, USA, Irland, Italien, Spanien, Kanada, Australien, Frankreich, Griechenland und Japan wurden alle Geschäfte wieder geschlossen. Derzeit konzentrieren sich die Geschäfte ausschließlich auf den Mittleren Osten mit über 100 Geschäften.

## Geschichte

### Virgin Megastores

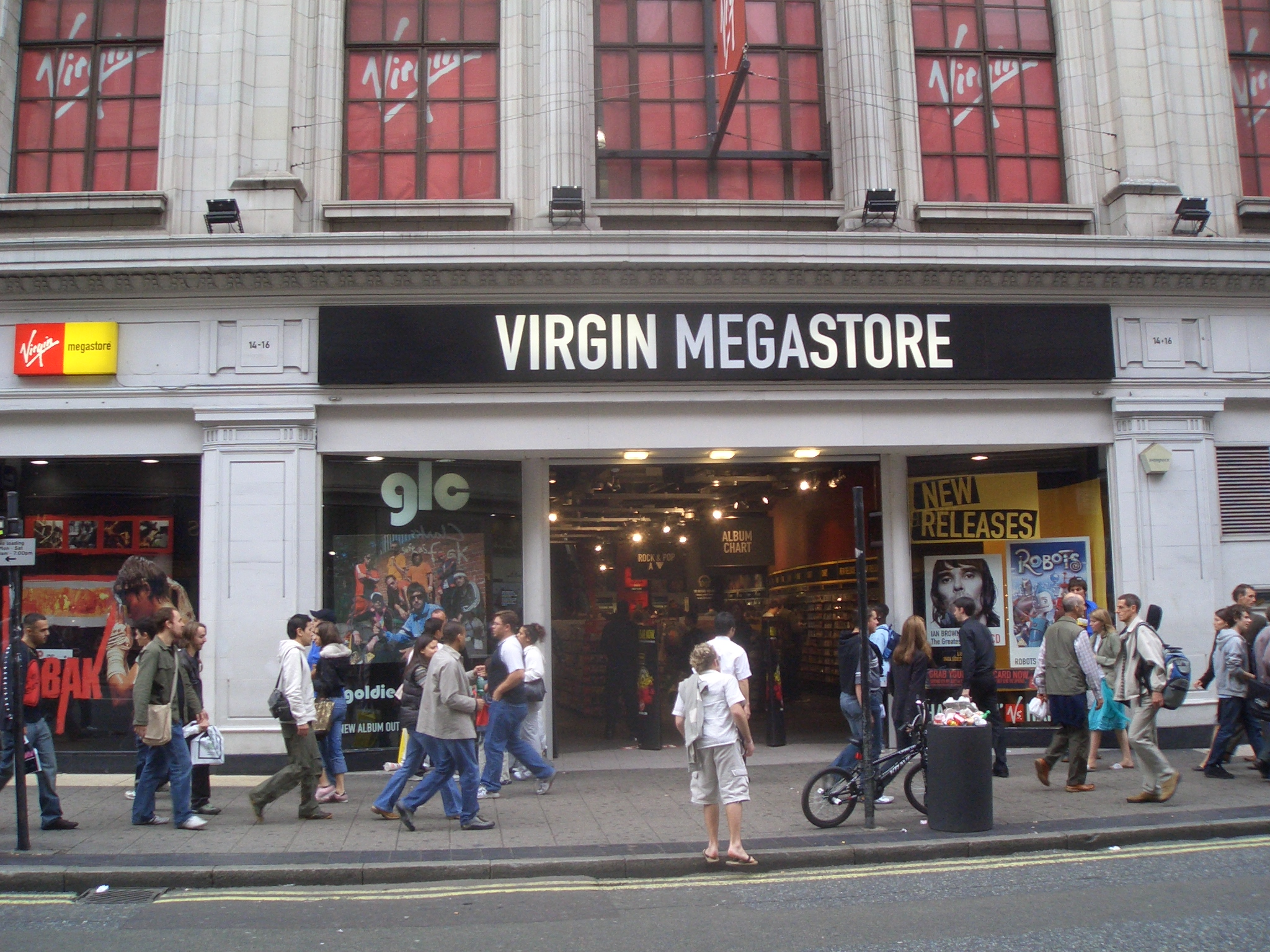
Virgin Megastore - Oxford Street. September 2005

Das erste Geschäft wurde in der Londoner Oxford Street im Januar oder Februar 1971 eröffnet (genaues Datum unbekannt). Im Jahr 1979 wurde der erste Megastore am Ende der Oxford Street/Marble Arch eröffnet. Virgin Megastores und Virgin Records operierten unabhängig voneinander wie viele andere Virgin Unternehmen auch. 1980 und 1990 wurden über 100 Läden in Großbritannien und anderen Ländern eröffnet. Simon Wright war Chief Executive der Virgin Entertainment Group von 1999 bis 2009. Er war substantiell an der Expansion der Geschäftstätigkeit in Asien, Mittlerer Osten, Australien und Nordamerika beteiligt.

#### Eigentümer
Wie viele andere Marken von Branson’s Virgin ist auch nicht die Virgin Group alleiniger Eigentümer der Virgin Megastores. Virgin Group hat die meisten seiner Virgin Megastores an verschiedene Unternehmen verkauft. Darunter die Lagardere Group. Im Jahr 2001 waren die Virgin Megastores weltweit aufgeteilt zwischen der Virgin Group und der Lagardère Group. Die Virgin Group behielt UK, Irland, USA und Japan. Die Lagardère Group erhielt die Geschäfte in Frankreich, Australien, China, Vereinigte Arabische Emirate, Katar, Griechenland, Italien, Ägypten, Libanon und Jordanien.
2007 wollte der Immobilienkonzern Related Companies und Vornado Realty Trust Virgin Megastores in Nordamerika übernehmen. Zuvor wurde die Entscheidung getroffen, alle Geschäfte zu schließen.
In Großbritannien und Irland wurde im September 2007 ein Management-Buy-out durchgeführt, woraus der größte unabhängige Einzelhändler Großbritanniens entstand. Im November 2007 wurde das Unternehmen in „Zavvi“ umbenannt. Ende 2008 wurde bekanntgegeben, dass der Großteil aller Shops geschlossen und mehrheitlich an den Mitbewerber HMV und einige an Head Entertainment verkauft werden. Im Dezember 2009 wurde bekanntgegeben, dass auch die letzten Shops geschlossen werden.
| Land            | Megastore Eigentümer/Betreiber                                                                       | Megastores | Books and Music | Anzahl der Megastores                                  |
| --------------- | --- | ---------- | --------------- | ------------------------------------------------------ |
| UK und Irland   | Zavvi Entertainment Group (2007–2008)                                                                | Nein       | Nein            | 125, alle geschlossen                                  |
| Frankreich      | Butler Capital Partners (80 %) / LS Travel Retail (15 %) / Virgin Mobile France (5 %)                | Nein       | Nein            | 35, alle geschlossen                                   |
| Australien      | Brazin Limited/Sanity Entertainment (2001–2010) HDS Retail Asia Pacific/LS Travel Retail (2004–2012) | Nein       | Nein            | 24, alle geschlossen                                   |
| USA             | Virgin Entertainment Group (Related Companies / Vornado Realty Trust)                                | Nein       | Ja              | 23, alle geschlossen (2 Virgin Books and Music stores) |
| Japan           | Marui Co/Culture Convenience Club/Tsutaya Stores Holdings (1990–2009)                                | Nein       | Nein            | 22, alle geschlossen                                   |
| Mittlerer Osten | V Star Multimedia (Butler / Lagardère)                                                               | Ja         | Ja              | 18                                                     |
| Griechenland    | Vivere Entertainment                                                                                 | Nein       | Nein            | 15 in 2005 - alle geschlossen                          |
| Ungarn          | Fotex Records                                                                                        | Nein       | Nein            | 1 in 2000 - alle geschlossen                           |
| Italien         | | Nein       | Nein            | 4, alle geschlossen                                    |
| Spanien         | Virgin Entertainment Group                                                                           | Nein       | Nein            | 9, alle geschlossen                                    |
| Deutschland     | HDS Retail/LS Travel Retail                                                                          | Nein       | Ja              | alle geschlossen (5 Virgin Stores)                     |
| Die Niederlande | Free Record Shop group                                                                               | Nein       | Nein            | 4, alle geschlossen                                    |
| Kanada          | Virgin Entertainment Group                                                                           | Nein       | Ja              | alle geschlossen (1 Virgin Books and Music store)      |
| Österreich      | Better Music Handelsgesellschaft mbH                                                                 | Nein       | Nein            | 2, alle geschlossen                                    |

## Produktauswahl
Alle Virgin Megastore Geschäfte bieten CDs, Spiele, Bücher, DVDs, Schallplatten, Magazine, tragbare Media-Player, Zubehör und weitere Produkte wie Kalender, Brettspiele und Artikel der Marke Virgin. Größere Läden sind auch mit elektronischen Geräten und Computerperipheriegeräten bestückt. Zu beachten ist aber, dass nicht alle dieser Produktkategorien in allen Virgin-Geschäften geführt werden, obwohl die größeren Geschäfte in der Regel die gesamte Produktpalette auf Lager haben.
Im Jahr 2003 konzentrierten sich alle Geschäfte in den USA auf verschiedene Modekategorien, die Popkultur, Kategorien wie Street, Urban, Film und Fernsehen, um die Musik zu ergänzen, und DVD- und Videospielangebote. „Virgin Mobile“-Produkte können auch in separaten Virgin Mobile Abteilen in den meisten Virgin Megastores gefunden werden. In einigen Geschäften gibt es auch Cafés, die häufig von externen Firmen betrieben werden.